# Сражение при Брендивайне
Сраже́ние при Брендива́йне, Битва при Брэндиуайне, Битва при Брендиуайне, Брэндиуайнское сражение, Брандивайнское сражение (англ. Battle of Brandywine) — сражение Филадельфийской кампании войны за независимость США, в ходе которого британские войска генерала Уильяма Хау нанесли поражение американской Континентальной армии Джорджа Вашингтона на реке Брендивайн (Пенсильвания) 11 сентября 1777 года. В этом сражении было задействовано больше войск, чем в любом другом сражении той войны, и оно стало вторым после сражения при Монмуте по длительности боёв.
Генерал Хау перебросил свою армию из Нью-Йорка в устье реки Саскуэханна и начал наступать на Филадельфию, изредка вступая в перестрелки с американскими отрядами. Вашингтон разместил армию на оборонительной позиции на берегу реки Брендивайн. Хау частью войск провёл демонстрацию с фронта, у селения Чаддс-Форд, а основные силы отправил в обходной марш, переправил через Брендивайн далеко за правым флангом армии Вашингтона и вышел противнику во фланг и тыл. Из-за неудачной разведки американцы не смогли вовремя распознать этот манёвр. Обнаружив противника у себя на фланге, Вашингтон развернул вправо три дивизии, которые заняли позицию у Квакерского дома собраний. Хау атаковал американские дивизии, а в это время генерал Книпхаузен начал наступление с фронта у Чаддс-Форд и опрокинул левый фланг армии. Американская армия обратилась в бегство. Дивизия Натаниэля Грина смогла сдержать несколько атак британцев и прикрыть отход армии. Разгром при Брендивайне оставил Филадельфию без защиты, и британская армия вошла в город две недели спустя, 26 сентября. Оккупация Филадельфии продлилась 9 месяцев.

## Предыстория
25 августа 1777 года британский флот прибыл к устью реки Элк в Чесапикском заливе и встал на якорь. Флот пробыл в пути пять недель, потеряв за это время 27 человек и 170 лошадей умершими и 150 лошадей ставшими непригодными к службе. Первым на берег высадился корпус Корнуоллиса, на что ушёл целый день. Корпуса Гранта и Книпхаузена высаживались в последующие дни. Теперь им оставалось пройти всего 50 миль до Филадельфии. У Хау было 18 тысяч человек против примерно 11 тысяч у Вашингтона, армия которого с 23 августа стояла около Филадельфии. 25 августа американцы переместились к Уилмингтону. Здесь собрались дивизии Грина, Стивена, Уэйна и Стирлинга, а дивизия Салливана была ещё на подходе. 26 августа Вашингтон с Лафайетом отправился на рекогносцировку в сторону британского лагеря, но ничего не смог разглядеть.
Как и ранее, Вашингтон намеревался избегать генерального сражения, придвинуть армию как можно ближе к противнику, миль на 8—10, и тревожить англичан отдельными набегами, не рискуя основной армией. Лёгкая кавалерия должна была угнать весь скот, находящийся в зоне досягаемости противника. Однако, британцы грамотно использовали кавалерийское охранение, не подпускали никого близко к лагерю, поэтому Вашингтону не удавалось получить никаких сведений о противнике. Американцы предположили, что Хау потерял много лошадей в море, поэтому ему потребуется время, чтобы восполнить эти потери.
29 августа Вашингтон переместил свою армию на рубеж реки Ред-Клей-Крик (южнее Уилмингтона), который был удобен для обороны. Линия укреплений протянулась от Ньюпорта до Маршалтона. 30 августа генерал Грин обнаружил ещё более выгодную позицию на реке Кристиана, ближе к противнику, и посоветовал переместить армию туда, но Вашингтон согласился отправить туда только лёгкий корпус Максвелла. В последующие несколько дней почти ничего не происходило. Вашингтон получил новости о снятии осады форта Стенуикс и объявил об этом в лагере.
Между тем 3 сентября Хау решил начать наступление в сторону Филадельфии. Корпус Корнуоллиса первым начал выдвижение, а корпус Книпхаузена шёл следом. Примерно в 09:00 передовые отряды Корнуоллиса вступили в перестрелку с пехотой Максвелла у моста Куч-Бридж через реку Кристиана. Началось сражение при Куч-Бридж: под атакой превосходящих сил противника корпус Максвелла был вынужден отступать. Существует вероятность, что именно в этом сражении впервые был использован флаг США, официально признанный Конгрессом. Флаг, который ранее использовался при обороне форта Стенуикс был неофициальным, самодельным, и, вероятно, не имел звёзд. После сражения снова началось затишье: американцы следили за манёврами противника, а англичане бездействовали, отчасти из-за нехватки лошадей, отчасти из-за нерешительности командования.
8 сентября Хау сделал вид, что идёт на Ньютон, а сам всеми тремя дивизиями начал двигаться к Ньюарку, куда пришёл в 07:15. Но в 10:00 он по неизвестной причине остановился. В ответ Вашингтон почти одновременно начал перемещать свою армию параллельным курсом. 9 сентября Хау продолжил марш и его дивизии к вечеру пришли в местечко Кеннетт-Скуэр. Вашингтон в тот же день решил занять оборону на рубеже реки Брендивайн и 10 сентября развернул свои дивизии так, чтобы они перекрывали основные броды. Дивизия Салливана (1100 человек) встала на правом фланге, прикрывая брод Бринтон-Форд. Салливан так же отвечал за все броды с правой стороны от себя. Делаверский полк Холла (250 человек) прикрывал Джонс-Форд, а 2 батальона 2-го Канадского полка (полк Мосеса Хэйзена, 400 человек) прикрывали переправу Уистерс-Форд и Баффингтон-Форд. Вашингтон полагал, что самый дальний брод справа это Баффингтон-Форд, о чём и сообщил Салливану, а тот послал туда пехотный батальон. Салливан был уверен, что справа ему ничего не угрожает, поскольку, по его данным, дороги к бродам и от них были практически непроходимы.
В центре, у Чаддс-Форд, встала дивизия Уэйна (1-я и 2-я пенсильванские бригады, 2000 человек), а дивизия Грина осталась позади в резерве. Артиллерия Проктора расположилась на высоте, с которой хорошо простреливался брод. Здесь был построен редут, в котором стояли четыре орудия: два французских 4-фунтовых орудия, одно гессенское 6-фунтовое, захваченное некогда при Трентоне, и изготовленная в Филадельфии 8-дюймовая гаубица, стреляющая разрывными снарядами.
Лёгкий корпус Максвелла был отправлен на западный берег Брендивайна, на балтиморскую дорогу, для разведки и дальнего охранения. Некоторые отряды удалились на расстояние двух с половиной миль от реки. Левым флангом армии стало пенсильванское ополчение Джона Армстронга, которое прикрывало броды Пиль-Форд и Корнер-Форд.

## Силы сторон
Перед сражением британская армия под командованием генерала Уильяма Хау насчитывала, по различным версиям 15 500 человек или 15200 или 18000 человек. Она была разделена на два крыла (или корпуса): правое под командованием Вильгельма фон Книпхаузена и левое под командованием Чарльза Корнуоллиса. Сам генерал Хау находился при крыле Корнуоллиса.
Континентальная армия, которой командовал Джордж Вашингтон, тоже была разделена на два крыла: левое (дивизии Армстронга, Грина, Уэйна и Нэша) и правое (дивизии Салливана, Стивена и Стирлинга). Армия насчитывала 12 000 регуляров и 3 000 ополченцев. Но и эта армия плохо снабжалась, а её ряды редели от дезертирства и убыли тех, у кого заканчивались сроки службы. Генерал Конвей вспоминал, что лучший из его полков насчитывал не более 200 человек, а остальные полки насчитывали в среднем 160 человек. А так как в это время армия генерала Бергойна наступала из Канады на Олбани, то ещё в августе Вашингтону пришлось отправить на усиление северной армии своё самое боеспособное подразделение, стрелковый корпус Моргана.

## Сражение

### Наступление Книпхаузена

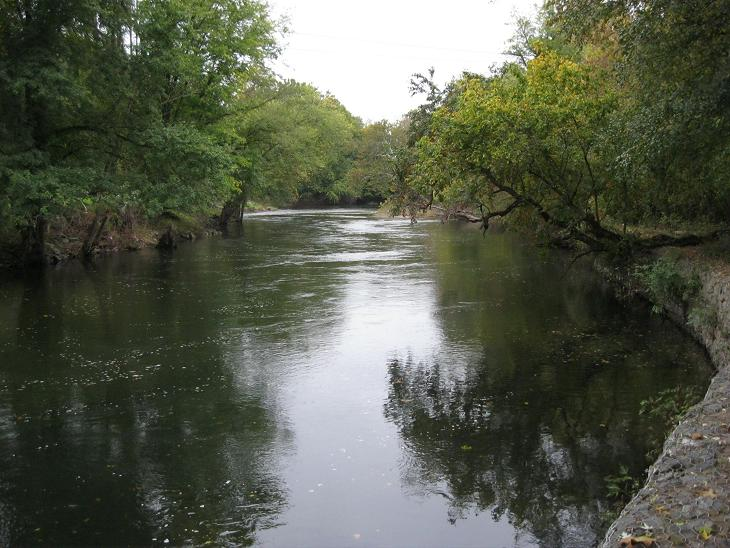
Река Брендивайн около брода Чаддс-Форд.

Британская армия начала выдвижение утром 11 сентября. План генерала Хау состоял в том, чтобы направить корпус Книпхаузена прямо к броду Чаддс-Форд, а другой корпус, под командованием Корнуоллиса, отправить в обход правого фланга противника, примерно так же, как ранее он обошёл фланг Вашингтона в сражении при Лонг-Айленде. Книпхаузену предстояло действовать независимо, без связи с командующим. К этому времени Хау хорошо понимал расположение армии противника и осознавал то, что правый фланг Вашингтона уязвим. Неизвестно, откуда он получил эту информацию. Но и зная это, он всё равно рисковал, разделяя свою армию. Возможно, он не воспринимал американцев как достаточно серьёзного противника.
В 05:00 колонна Книпхаузена выступила из Кеннетт-Скуэра. Впереди шли 15 лёгких драгун 16-го драгунского полка, потом 90 рейнджеров Фергюсона и 300 Рейнджеров королевы, затем 1-я пехотная бригада (4, 23, 28, 49 полки, 1400 человек) и 2-я пехотная бригада (5, 10, 27 и 40 полки, 1300 человек, под общим командованием генерала Гранта. Потом ещё 200 лёгких драгун, 1-я и 2-я бригады королевской артиллерии (четыре 12-фунтовых орудий и 4 гаубицы), за ними обоз и позади 71-й полк (горцы Фрезера) численностью примерно 1200 человек. Всего в распоряжении Книпхаузена было примерно 10 000 человек. Пройдя примерно милю, стрелки Фергюсона около 06:00 вступили в перестрелку с противником у Таверны Энвилла, и так прозвучали первые выстрелы сражения при Брендивайне. С американской стороны бой вели 200 стрелков подполковника Уильяма Хета. Они дали один залп и сразу стали отходить к переправе. Вторая перестрелка произошла у здания Кеннетт-Митинг. Наконец, американские лёгкие пехотинцы отступили к высоте около переправы и заняли позицию за деревянной оградой.
Фергюсон вспоминал, что его рейнджеры выбили противника из-за ограды, но попали под залп с фланга. Он приказал своим залечь, но идущие следом Рейнджеры королевы понесли ощутимые потери. Вероятно, такая тактика отряда Фергюсона создала впечатление тяжёлых потерь английских войск. Вашингтон впоследствии сообщил Конгрессу, что на этой фазе боя противник потерял не менее 300 человек, а отряд Максвелла не более 50. Отряд Максвелла получил подкрепления, но очередная атака британской пехоты заставила его отступить. Было примерно 10:00 и в сражении образовалось небольшое затишье, которое нарушили только выстрелы снайперов и отдельные залпы орудий.
Во время затишья произошло самое спорное событие всего сражения. Фергюсон вспоминал, что увидел на своём правом фланге офицера в форме гусара, который приблизился на 100 метров к стрелкам. За ним следовал ещё один офицер в тёмно-зелёном или синем мундире. Фергюсон потребовал, чтобы тот остановился, но офицер развернулся и уехал обратно, а Фергюсон не захотел стрелять в спину человеку, который лично ему ничем не угрожал. Через несколько минут Фергюсон был ранен пулей снайпера в локоть и покинул поле боя. В госпитале врач сказал ему, что по словам пленных, сам Вашингтон был в то утро среди лёгкой пехоты, чаще всего впереди, и с ним был офицер в форме гусара. С большой вероятностью офицером в гусарской форме мог быть Казимир Пулавский. В 1831 году Фенимор Купер опубликовал версию этой истории, согласно которой загадочный офицер появился уже после ранения Фергюсона. Купер писал, что Фергюсон был уверен, что видел Вашингтона, хотя майор Де Ланси, его заместитель, утверждал, что это был Пулавский.
Книпхаузен теперь занял все возвышенности к западу от реки и начал, действуя согласно приказам, изображать присутствие всей британской армии. Для этого он начал перемещать свои полки с места на место в поле зрения противника. Два британских 6-фунтовых орудия вступили в перестрелку с американской артиллерией. Вашингтон наблюдал за манёврами противника с позиции батареи Проктора. Только в 11:00 генерал Салливан отправил к нему донесение подполковника Росса, который заметил обходную колонну противника. Это известие подтвердил адъютант Салливана, майор Джон Юстас. Впоследствии он рассказал в Конгрессе, что Вашингтон и генерал Нокс только рассмеялись в ответ на его сообщение.

### Обходной марш Корнуоллиса

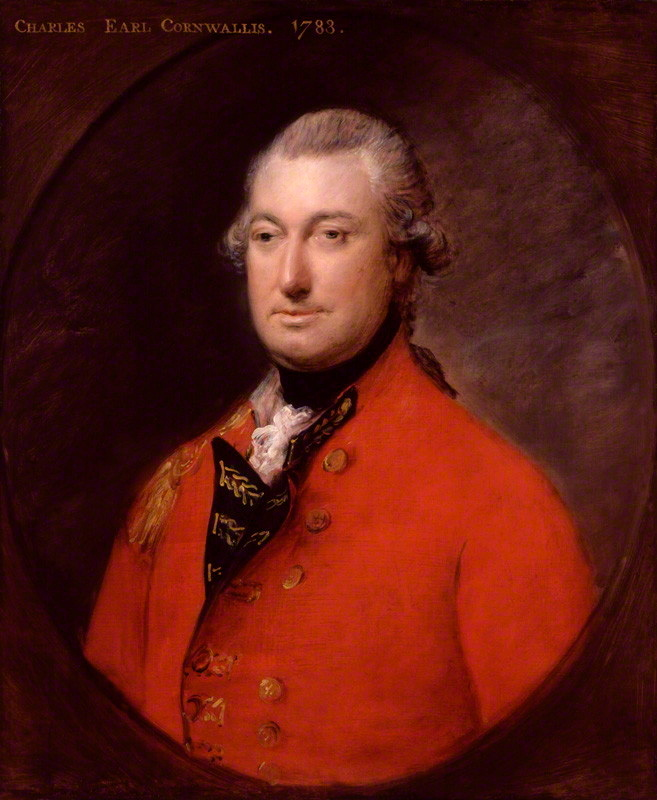
Генерал Корнуоллис, портрет работы Томаса Гейнсборо

Пока Книпхаузен выдвигался к реке Брендивайн, корпус Корнуоллиса направился на север. В авангарде шли 60 гессенских егерей под командованием Йоганна Эвальда, 15 конных егерей Фон Хагена, легкопехотная рота 42-го полка и легкопехотная рота 17-го полка. Проводниками служили два местных лоялиста, которые изучили переправы через Брендивайн ещё прошлой ночью. Эвальд потом вспоминал, что был удивлён тем, как хорошо эти люди знали местность. В основной колонне шли 3-я и 4-я пехотные бригады (3000 чел.), Гвардейская бригада (1000 чел.), гессенские гренадеры (1300), британские гренадеры (1400 чел.) и некоторые другие подразделения. Вся колонна насчитывала 8000 человек.
Наступление корпуса было замечено американскими патрулями, но эти донесения некоторое время казались сомнительными. Наконец, вскоре после получения донесения от майора Росса, Вашингтон решил, что Хау действительно разделил свои силы и отправил часть армии в обход, поэтому принял рискованное решение атаковать корпус Книпхаузена. Он приказал дивизии Салливана перейти реку и атаковать Книпхаузена с левого фланга, а лёгкому корпусу Максвелла и дивизии Грина так же перейти Брендивайн и атаковать противника в центре и с правого фланга. Это должно было быть первое за всё войну наступление Континентальной армии. Салливан начал выполнять приказ: его авангард, 4-й Мэрилендский полк, перешёл реку по броду Бринтонс-Форд и отбросил стрелков Фергюсона.
В это самое время к Салливану явился майор Джозеф Спир и доложил, что он изучил всю местность на правом фланге и не обнаружил там следов присутствия неприятеля. Салливан не придал большого значения этому донесению, поскольку был уверен, что обход американского фланга наиболее очевидное решение в данной ситуации и любой командир на месте Хау поступил бы так же, однако он был обязан передать эту информацию командованию. Он записал показания Спира и отправил их Вашингтону. Сложно сказать, как мог Спир не заметить колонну Корнуоллиса; возможно, он был на фланге около 5 часов утра, когда Корнуоллис ещё не начал марш, но тогда непонятно, где он провёл всё время от 5 утра до полудня. Впоследствии возникли предположения, что он был предателем и сознательно ввёл командование в заблуждение.
Донесение Спира смутило Вашингтона. По его словам, звание майора, репутация и хорошее знание местности давали основание доверять словам Спира. Вашингтон предположил, что марш Корнуоллиса был ложным манёвром, предпринятым для того, чтобы заставить американскую армию оставить позицию и перейти Брендивайн. Он велел Салливану отвести дивизию назад и дождаться результатов рекогносцировки, на которую ещё ранее был направлен полковник Теодорик Блэнд. Салливан отвёл авангард назад за реку, и так же поступил Максвелл. Грин к тому моменту ещё не перешёл Брендивайн.
В то время корпус Корнуоллиса, при котором находился генерал Хау, продолжал свой марш и примерно в полдень его авангард (отряд Эвальда) вышел к Восточному Рукаву Брендивайна, к броду Джефферис-Форд. Эвальд удивился, что брод никем не охраняется. Он переправился через реку и обнаружил, что дорога за бродом идёт по узкому дефиле между двух больших холмов. В это время генерал Корнуоллис появился в голове колонны и Эвальд сказал ему, что в этом месте весьма вероятна засада. Егеря прошли всё дефиле, около 1000 шагов, и не заметили никаких следов противника. Впоследствии Эвальд говорил, что сто человек могли бы в этом месте остановить целую армию. Дорога через дефиле выводила к селению Сконнелтаун, а оттуда шла на юг и через три мили выводила к Бирмингемскому дому собраний (или просто Бирмингему). Так как дом собраний был забран американцами под госпиталь, то Бирмингемские братья устроили собрание в колёсной мастерской в Сконнелтауне. Они разбежались при приближении английской армии.

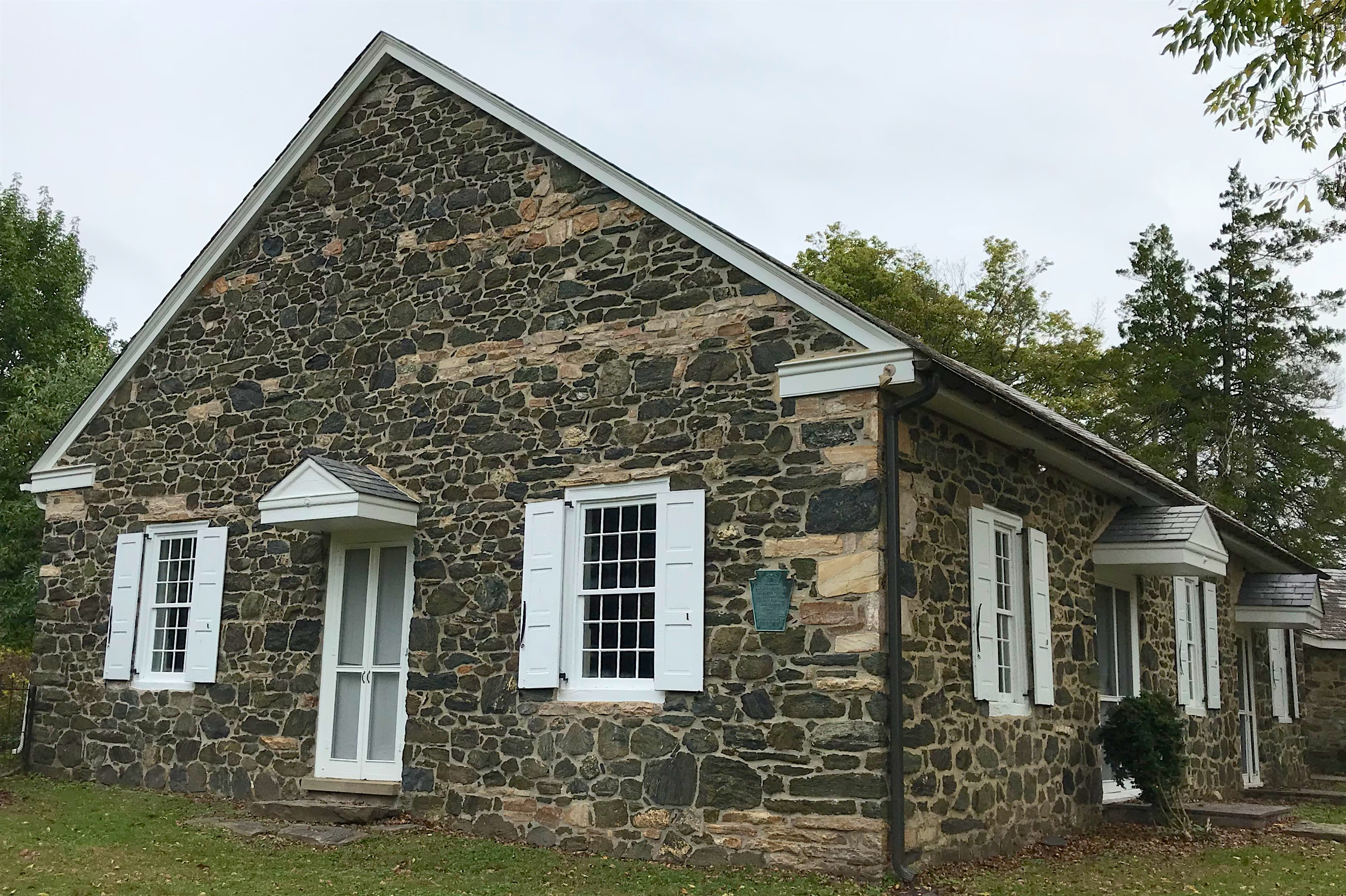
Бирмингемский дом собраний (2017)

На проход дефиле у корпуса Корнуоллиса ушло два часа. Вслед за этим корпус разделился на три колонны. В Центральной колонне шли егеря, два батальона лёгкой пехоты и пять батальонов гренадеров. Правая колонна шла в 44 метрах западнее, она состояла из Гвардейской бригады и 16-го легкодрагунского полка. Левая колонна шла восточнее центральной, тоже в 400 метрах, она состояла из 4-й пехотной бригады. Справа и слева от крайних колонн шли фланкирующие отряды, а 3-я пехотная бригада осталась в резерве. Общий фронт корпуса теперь составлял примерно полторы мили. Подойдя на полмиле к холму Осборн-Хилл, корпус остановился на отдых.
Американский патруль (1-й Континентальный легкодрагунский полк Теодорика Блэнда) примерно в 13:00 заметил егерей Эвальда на Осборн-Хилл. Он сразу же сообщил об этом Вашингтону и Салливану. Салливан получил это донесение в 14:00. Вашингтон получил его в то же время, когда находился на обеде в штабе армии. Он велел дивизиям Стивена и Стирлинга, которые стояли в резерве около штаба, идти к Бирмингему, а Салливану велел идти на соединение с обеими дивизиями и принять общее командование правым флангом. Но местность на север и восток от Чаддс-Форд была неровной, здесь было много лесистых холмов и оврагов, и почти не было дорог, как не было и прямой дороги к Бирмингему. Примерно 1500 нью-джерсийцев и пенсильванцев дивизии Стирлинга прошли к Бирмингему через Дилворт, а за ними пришли 1500 вирджинцев дивизии Стивена. Обе дивизии встали на высоте в полумиле от Бирмингема, Стирлинг слева, а Стивен справа. 5 лёгких орудий (по 3 и 4 фунтов) были размещены в центре.

### Бой у Бирмингемского дома

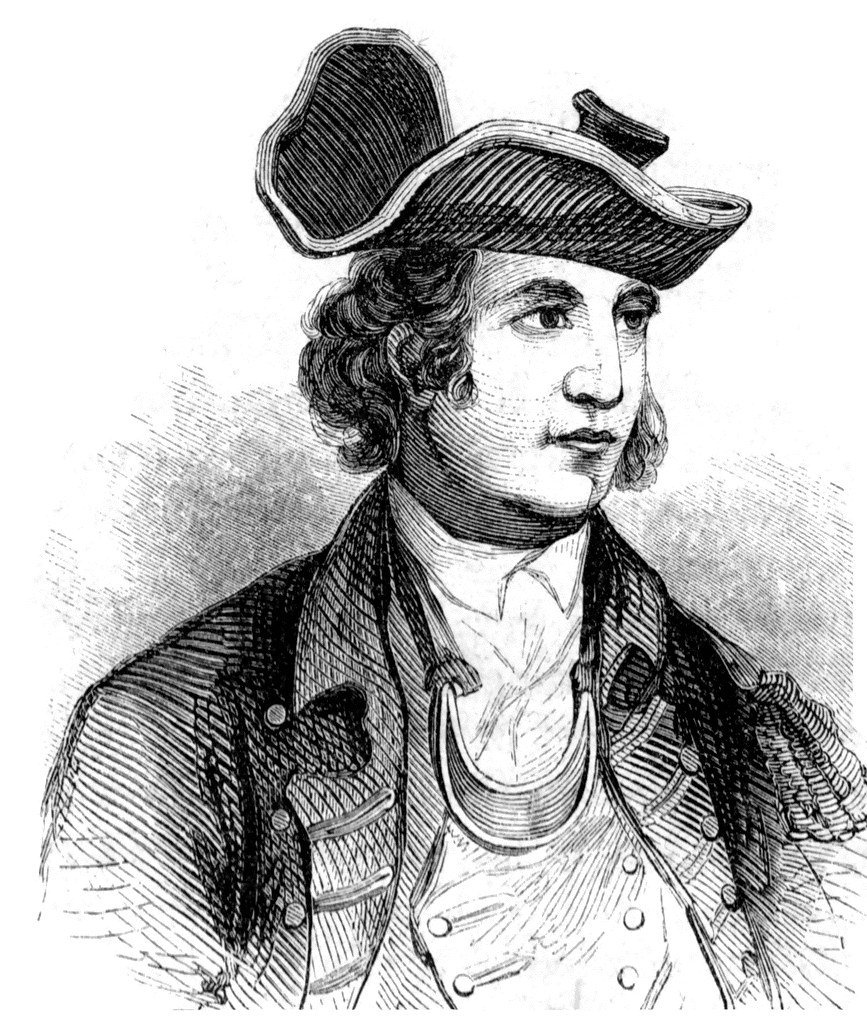
Генерал Джон Салливан

Корпус Корнуоллиса некоторое время отдыхал около холма Осборн-Хилл. Этот отдых был крайне необходим: корпус был на марше уже 8 часов, прошёл 12 миль, перешёл Западный и Восточный Брендивайн, солдаты были измучены жарой и многие отстали от своих частей, а в 33-м пехотном полку один человек даже умер. В 15:00 адъютант Корнуоллиса передал Эвальду приказ продолжать наступление. Егеря спустились с Осборн-Хилл и стали приближаться к Бирмингему. На их пути находился авангард американской армии, 3-й Вирджинский полк дивизии Стивена, которым командовал полковник Томас Маршалл. Он насчитывал примерно 200 человек. Маршалл разместил своих людей за каменной стеной, которая окружала квакерское кладбище. Когда егеря подошли к позиции вирджинского полка, они попали под неожиданный залп, которым были убиты наповал два егеря. Эвальд отвёл егерей немного назад и они заняли позицию вдоль дороги Стрит-Роуд.
Между тем генерал Салливан пытался идти от переправы Брайтон-Форд на соединение с дивизиями Стивена и Стирлинга, но не знал, где они находятся, где находится противник, и даже не знал, где расположились два его собственных полка: полк Хэзена и Делаверский полк. Пройдя милю на север, он вышел к дороге Стрит-Роуд как раз в тот момент, когда егеря Эвальда вышли к дороге с севера и оказались в 220 метрах от Салливана. У Эвальда не было достаточно сил для нападения на Салливана, и тот успел отвести дивизию к основной американской линии.
Эвальд доложил Корнуоллису, что заметил позицию противника за Бирмингемским домом и правее. Корнуоллис сразу же приказал развернуть войска в боевую линию. В центре встали английские гренадеры (два батальона, 1400 человек), справа от них Гвардейская бригада генерала Мэтью, а слева лёгкая пехота (1300 чел.) и егеря (300 чел.). Лёгкая пехота состояла из батальона майора Джона Мейтланда и батальона подполковника Роберта Эберкромби. Во второй линии за английскими гренадерами встали гессенские гренадеры, а за лёгкой пехотой встала 4-я бригада генерала Джеймса Эгню. 3-я бригада осталась в резерве. Два драгунских эскадрона разместились на левом фланге. При этом пехота, согласно приказу генерала Хау, отданного ещё год назад, строилась в две шеренги, так, что между солдатами было расстояние 18 дюймов (или расстояние вытянутой руки), а между шеренгами расстояние 4 фута. Примерно в 16:30 раздался сигнал к общему наступлению.

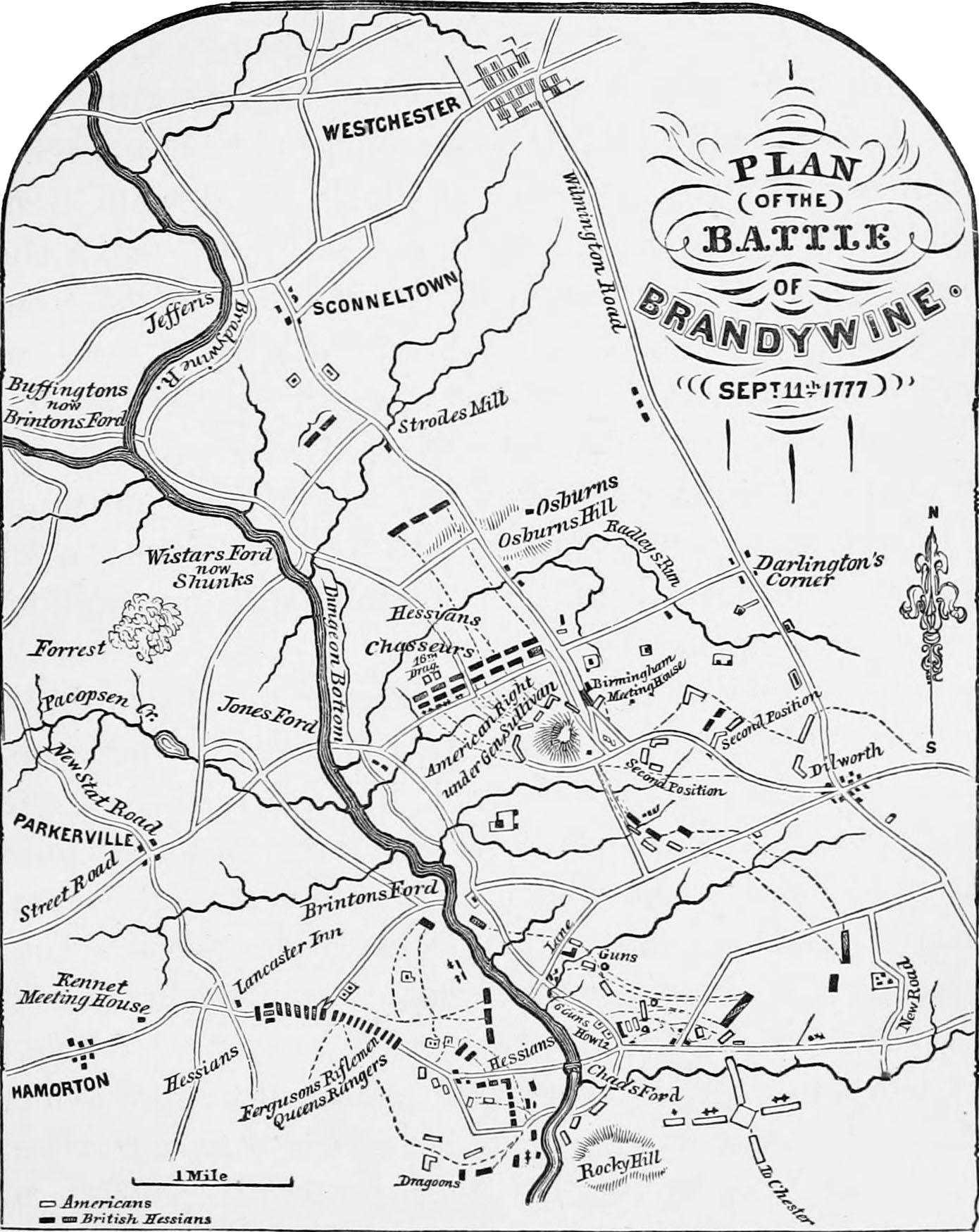
Сражение при Брендивайне

Гренадерские батальоны двинулись вперёд под барабанный бой, наступая на позиции дивизии Стирлинга, а Гвардейская бригада стала уклоняться вправо, наступая на позиции бригады Салливана. Британская лёгкая пехота наступала на левом фланге и вышла к позициям дивизии Стирлинга, где попала под артиллерийский обстрел, а британская артиллерия не смогла сопровождать лёгкую пехоту из-за пересечённой местности. В центре англичане быстро отбросили 3-й Вирджинский полк Маршалла, который отступил и присоединился к бригаде Вудфорда. Подполковник Уильям Хет потом утверждал, что вирджинцы задержали наступление британцев на 45 минут, но, видимо, 45 минут прошло от первой перестрелки с егерями Эвальда. На левом же фланге британская лёгкая пехота оказалась в трудном положении: противник занимал сильную позицию и имел артиллерию, а регулярная пехота не успевала за лёгкой.
Когда началось британское наступление, дивизия Салливана строилась на большом лесистом холме в 400 метрах западнее Бирмингема. При этом Салливан обнаружил, что дивизии Стирлинга и Стивена стоят в полумиле позади и правее его позиции. Он поехал туда посоветоваться с генералами, временно оставив дивизию под командованием французского генерала Прёдомма де Борра, который плохо владел английским языком и не пользовался уважением армии. Более подходящим командиром был бы Уильям Смолвуд, но он отсутствовал в тот день. В этот момент британская лёгкая пехота уже угрожала правому флангу армии, поэтому генералы решили, что дивизии Стирлинга и Стивена надо сместить вправо, а дивизию Салливана отвести к основной линии. Действия Салливана в этой фазе боя впоследствии осуждались и офицерами и Конгрессом и едва не привели к его отставке. Недовольство Салливаном базировалось в основном на письме конгрессмена Томаса Бёрка, которое было фактологически неточным, но было быстро опубликовано, и повлияло на мнение современников и историков. Бёрк утверждал, что Салливан слишком долго шёл на соединение со Стивеном и Стирлингом, хотя в реальности все три дивизии встретились быстрее, чем можно было ожидать, учитывая сложный рельеф местности. Бёрк обвинял Салливана в неграмотном расположении дивизии, в то время как британские офицеры наоборот, отмечали умелое управление дивизией их противника.
Генерал Конвей, который командовал бригадой в дивизии Стирлинга, потом вспоминал, что Салливан успел отвести дивизию к основной линии, но противник был уже в полумиле от их фронта, и времени на построение оставалось совсем мало, и даже хорошо обученная пехота едва ли успела бы построиться за такое время. То же самое утверждал Лафайет, который в тот момент оказался в расположении дивизии Салливана. Во время атаки гвардейцев только 3-й Мэрилендский и 1-й Мэрилендский полк оказались на позиции, а остальные полки были у них в тылу. Когда началась перестрелка, полки из тыла открыли огонь, который задел своих в первой линии. «В несколько минут мы оказались под атакой с фронта и с фланга, и с собственного тыла», вспоминал потом майор Стоун, командир 1-го Мэрилендского. Гвардейцы дали несколько залпов и сразу пошли в штыковую атаку. Джордж Осборн, командовавший правофланговой ротой, вспоминал, что его рота отбросила противника почти без сопротивления, и не понеся потерь: был ранен один гренадер и три пехотинца легкопехотной роты. За весь день сражения гвардейцы потеряли одного человека убитыми и 5 ранеными.

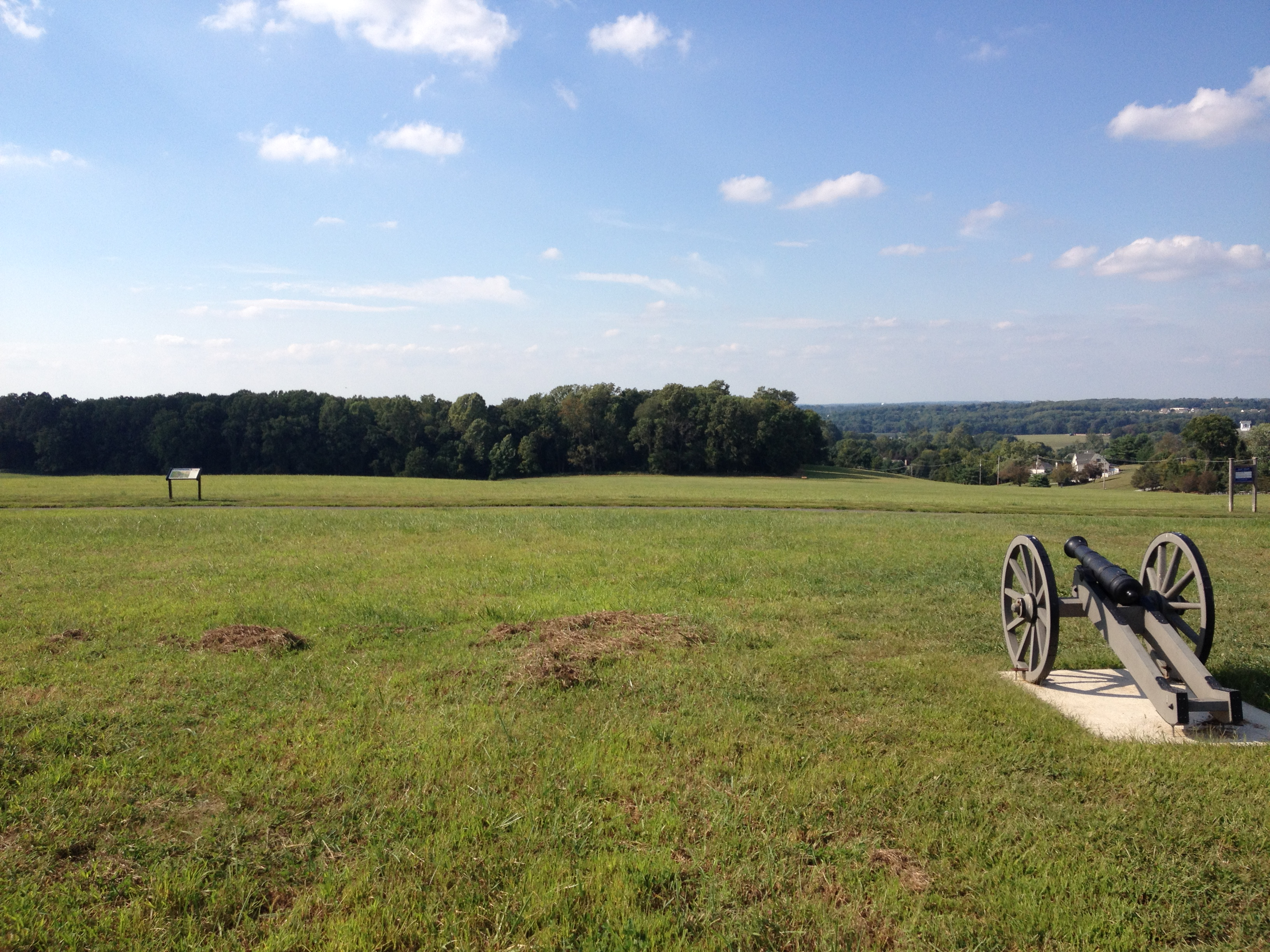
Мемориальное орудие на позиции дивизии Стивена

Пока дивизия Салливана отступала, сам Салливан находился в центре линии, около орудий (вместе со Стирлингом, Конвеем и Лафайетом). Он надеялся что дивизии Стирлинга и Стивена при поддержке артиллерии удержат позицию и дадут его дивизии время привести себя в порядок. В это время британские гренадеры атаковали дивизию Стирлинга. Американцы подпустили их на 40 метров и дали залп. Гренадеры тоже дали залп и бросились вперёд с примкнутыми штыками. Командир 1-го гренадерского батальона, подполковник Мидоуз, вёл батальон в атаку верхом на лошади; он получил пулевое ранение, был сброшен с коня, но выжил. Салливан вспоминал, что британцы пять раз сбрасывали американцев с высоты, а те пять раз возвращались. Один британский офицер тоже утверждал, что американцы несколько раз пытались отбить высоту. Когда британский легкопехотный батальон увидел атаку гренадеров, он тоже бросился вперёд и ворвался на высоту, где остались брошенные американские орудия. Лейтенант 3-го Нью-Джерсийского полка вспоминал, что полк уверенно вёл огонь по лёгкой пехоте, но гренадеры вышли ему во фланг и нью-джерсийцы были вынуждены отступать. Шарль-Франсуа де Бюисон, спутник Лафайета, вспоминал, что Лафайет собрал несколько французов и попытался штыковой атакой отбить позицию, но американцы, не привычные к штыкам, не поддержали его и попытка не удалась. Именно в этот момент Лафайет был ранен в ногу.
Когда дивизия Стирлинга отступила, британский легкопехотный батальон вышел к левому флангу дивизии Стивена, где стояла бригада Скотта. За лёгкой пехотой шла бригада генерала Эгню, четыре регулярных полка: 37-й и 64-й полки в первой линии (800 человек) и 33-й и 46-й полки во второй линии (700 человек). Одновременно гессенские егеря обошли правый фланг дивизии Стивена и открыли винтовочный огонь с тыла. Когда стало понятно, что левый фланг противника отступает, егеря и лёгкая пехота пошли в атаку, выбили американцев с позиции и захватили два орудия. Сам генерал Вудфорд был ранен в руку. Потери среди гессенских егерей были невелики: 8 человек убитыми и 38 ранеными.

### Отступление
В 17:00 Вашингтон отправил Конгрессу сообщение о сражении на своём правом фланге, и вскоре после этого приказал генерала Грину отправить всю свою вирджинскую дивизию (бригады Уидона и Мюленберга) на усиление крыла Салливана. Дивизии Уэйна, Максвелла и Нэша остались у переправы Чаддс-Форд. Бригада Уидона была направлена на плато к юго-западу от селения Дилворт и, двигаясь ускоренным маршем, прошла три или четыре мили за 45 минут. Одновременно Вашингтон послал адъютанта Тимоти Пикеринга к генералу Нэшу с приказом, но содержание этого приказа неизвестно. Вероятно, дивизию Нэша тоже предполагалось перевести на правый фланг. В это время уже всё крыло Салливана отступало к Дилворту.
На западном берегу реки Брендивайн генерал Книпхаузен услышал стрельбу в 16:00, а вскоре увидел и бегущие части противника. Он приказал сформировать атакующую колонну размером в 5000 человек. С фронта встали 4-й и 5-й пехотные полки (700 чел.), во второй линии встали батальон 71-го полка, стрелки Фергюсона и рейнджеры королевы и 23-й полк королевских фузилеров. В третьей линии встали части 1-й и 2-й бригад, примерно 2000 человек. Эту колонну Книпхаузен направил к переправе Чаддс-Форд. В 17:30 колонна перешла реку под огнём артиллерии Проктора и лёгкой пехоты Максвелла. За рекой часть 4-го полка развернулась влево и атаковала высоту, на которой стояла артиллерия Проктора. За редутом Проктора была болотистая местность, а все лошади были убиты, что не позволило переместить орудия. Два орудия всё же удалось вывезти, остальные орудия были заклёпаны, после чего артиллеристы отошли под прикрытием огня 1-го Пенсильванского полка.
1-й Пенсильванский был самым первым регулярным полком американской армии и теперь стоял на почётном правом фланге пенсильванской бригады Уэйна. Эта бригада стояла в 200 метрах за артиллерией и насчитывала 2000 человек в девяти полках. На левом фланге стояла бригада полковника Хэмптона, а на правом фланге бригада полковника Хартли. По правилам в дивизии должны были быть два бригадных генерала и один генерал-майор, но в тот день при дивизии был только бригадный генерал Уэйн, который замещал генерала Линкольна. Из-за отступления дивизии Салливана правый фланг дивизии оказался открыт. Дивизия вступила в перестрелку с корпусом Книпхаузена, и в это время на её правый фланг вышли передовые роты 1-го батальона Гвардейской бригады, которые, после атаки позиций Салливана, уклонились вправо. За гвардейцами шли Уэльские фузилеры. Оказавшись под угрозой с фронта и фланга, Уэйн приказал отступить назад на 600 метров, что и было выполнено в полном порядке. В это время уже темнело и англичане не стали преследовать Уэйна. Когда стало ясно, что армия разбита, он отвёл всю дивизию в сторону Честера.

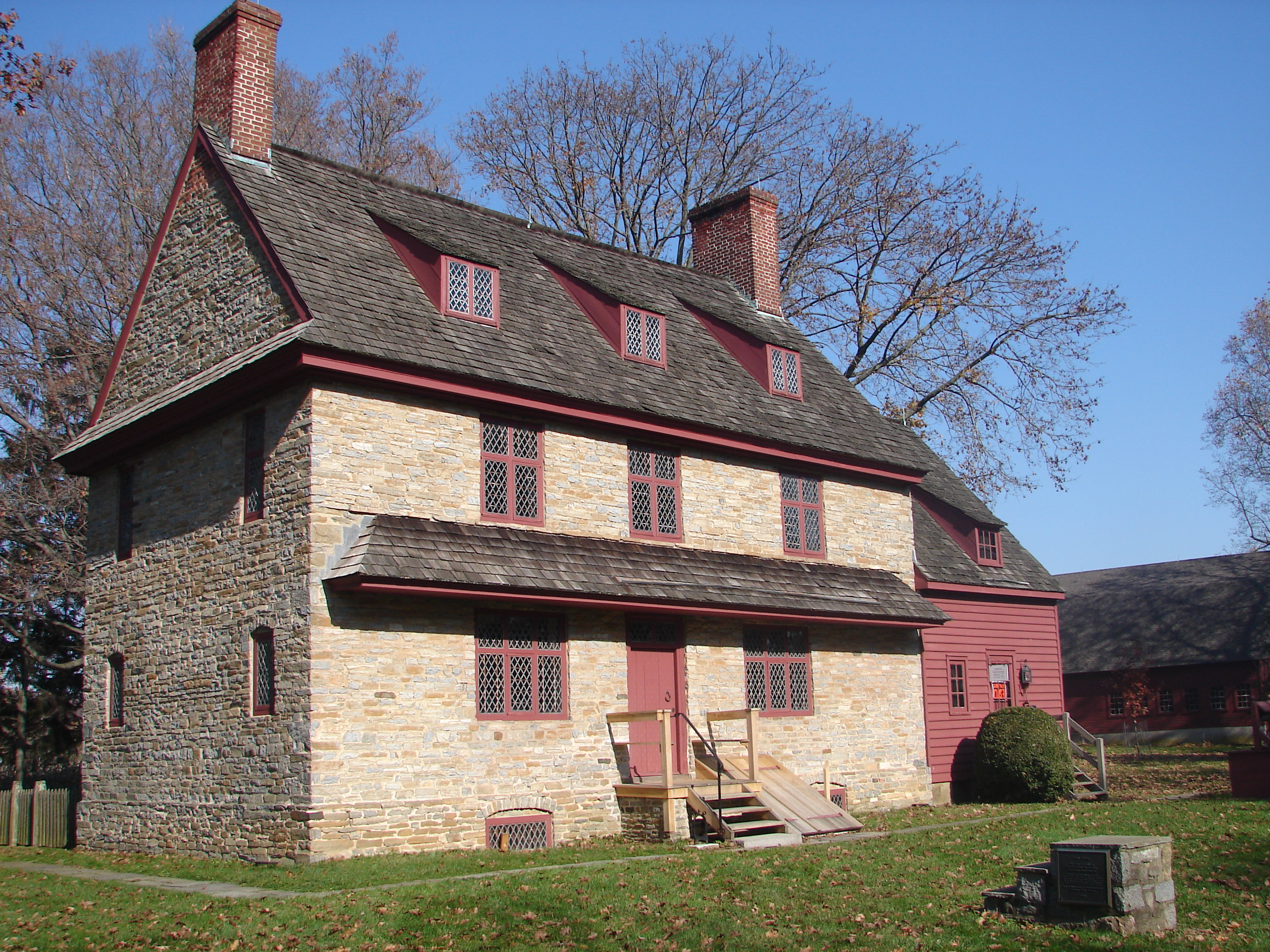
Дом Уильяма Брайтона

Когда Книпхаузен начал наступление, Вашингтон как раз прибыл в Дилворт вместе с Генри Ноксом и Казимиром Пулавским. Тимоти Пикеринг вскоре нагнал его. Он застал Вашингтона около дома Уильяма Брайтона, на краю большого поля. На противоположном конце поля уже появились передовые части противника, предположительно гренадеров Монктона. Солнце было уже у самого горизонта (заход пришёлся на 18:15). Американцы успели установить на позиции два орудия. Британский капитан Робертсон вспоминал, что британцы подтянули 12-фунтовые орудия и их огнём заставили противника отойти немного назад. Положение было отчаянным, но британская армия была расстроена наступлением, и ей требовалось время на восстановление порядка. Солдатам требовался небольшой отдых. Егеря и лёгкая пехота оказались далеко в стороне от основной армии. У Континентальной армии появился шанс отойти.
Бригада Уидона подошла к Дилворту около 18:00 и заняла позицию в миле к югу от селения, к востоку от Уилмингтонской дороги. Бригада Нэша пришла следующей и построилась рядом. Неровности местности не позволяли англичанам рассмотреть эту позицию. Британские 33-й и 46-й полки в это время входили в Дилворт, а 2-й гренадерский батальон наступал правее. Пройдя полторы мили за Дилворт, гренадеры неожиданно вышли к позиции Уидона и попали под плотный мушкетный огонь. Эвальд заметил, что батальон в опасности и попросил помощи у бригады Эгню. 46-й и 64-й полки двинулись на помощь гренадерам, но сами попали под внезапный обстрел. 46-й понёс небольшие потери, но 64-й полк потерял 47 человек из 420. Это были самые крупные полковые потери того дня. Гренадерам и 4-й бригаде удалось оттеснить противника с позиции, но в это время наступила полная темнота и бой прекратился. Лейтенант 46-го пехотного утверждал впоследствии, что именно его полк сделал последние выстрелы в этом сражении. Бригада Уидона отступила к Честеру.

## Последствия
В 18:45 совсем стемнело и Хау был вынужден прекратить боевые действия. Егеря и лёгкая пехота остались на дальнем левом фланге армии. Хау разместил штаб в доме неподалёку от Дилворта. Утром 12 сентября он отдал приказ собрать раненых и подсчитать убитых. Вашингтон ночью прибыл в Честер, откуда в полночь написал краткий отчёт Конгрессу. Он докладывал, что велел армии собраться около Честера. Армии было выделено несколько часов на отдых, после чего в 04:00 было приказано отступать к Филадельфии. Армия прошла через Дерби к реке Скулкилл и там в 21:00 остановилась около Джермантауна. 13 сентября армия отдыхала и пополняла боеприпасы. Возникли слухи, что британская армия не может наступать из-за большого количества раненых, и они были отчасти верны, потому что у Хау в те дни не хватало повозок. Британская армия стояла на поле боя, но Хау отправил отряд захватить город Уилмингтон, а затем отправил туда всех раненых, чтобы их можно было погрузить на госпитальные суда. В Уилмингтоне они случайно захватили в плен Джона Маккинли, президента Дэлавера, и семь орудий.
Так как британская армия не двигалась с места, Вашингтон решил подойти к ней поближе. 14 сентября в 09:00 Континентальная армия покинула лагерь и к концу 15 сентября пришла в район современного Плейнбрука в Честерской долине. В этот день Конгресс потребовал отстранить генерала Салливана от командования и провести расследование его действий в ходе сражения, но Вашингтон ответил, что ситуация критическая, и отзыв генерала может плохо сказаться на армии. Он приостановил действие этого распоряжения до конца кампании. В тот же день Хау узнал о выдвижении Вашингтона и приказал начать ответный марш. В ночь на 16 сентября его армия покинула лагерь под Дилвортом и выдвинулась в сторону Филадельфии. К вечеру 16 сентября произошли первое перестрелки с американскими авангардами: британцам удалось опрокинуть правый фланг противника. Континентальная армия оказалась в опасном положении, но вечером начался сильный ливень, который испортил порох обеих армий и сделал продолжение сражения невозможным. Эта особенность погоды во время сражения дала ему название — Сражение в облаках.
Когда ливень прекратился, Хау продолжил наступление на север и 18 сентября захватил американские склады в Велли-Фордж. Примерно в это самое время Конгресс покинул Филадельфию. Дивизия Уэйна в это время оказалась в тылу британской армии, поэтому генералу Грею было поручено атаковать её силами 5000 человек. 20 сентября Уэйн был атакован и разбит в сражении при Паоли. 21 британская армия продолжила марш и 25 сентября подошла к Филадельфии. Утром 26 сентября Хау с двумя гренадерскими батальонами и драгунским полком вошёл в город. Основная часть армии осталась в Джермантауне. Взятием Филадельфии завершилась активная часть кампании, которая с момента погрузки британской армии на корабли длилась 80 дней.

### Потери
Согласно официальным отчётам, потери среди английских и гессенских военных составили: 3 капитана, 5 лейтенантов, 7 сержантов и 78 рядовых убитыми, итого 93 человека убитыми. Ранено было 49 офицеров, 40 сержантов, 4 барабанщика и 395 рядовых. 6 человек пропало без вести. Итого общие потери составили 587 человек. У американцев сложилось представление, что противник потерял около 2000 человек, и в народе пошли слухи, что британская армия полностью потеряла боеспособность. Генерал Хау донёс лорду Джермейну, что противник потерял 300 человек убитыми, 600 ранеными и 400 пленными, но были предположения, что потери были выше. Офицер 2-го легкопехотного батальона утверждал, что после осмотра поля боя было обнаружено 502 человека убитыми. Большое количество раненых затруднило британцам наступление, и надо было заботиться о раненых американцах, поэтому Хау попросил Вашингтона прислать врачей. Для этих целей в Дилворт был направлен врач Бенжамин Раш.
Генерал Грин оценивал общие потери американской армии в 1200 или 1300 человек.
Один англичанин произвёл подсчёт национального состава тех 315 пленных, что были отправлены в Уилмингтон. Согласно подсчёту, среди пленных было 82 американца, 65 англичан, 9 шотландцев, 134 ирландца, 16 немцев, 3 итальянца, 3 француза, а также швейцарец, русский и уроженец острова Гернси.
Согласно статистике Джона Рида, британцы потеряли 63 рядовых убитыми и 372 ранеными. Он отдельно приводит потери в рядах гессенских войск: 2 сержанта и 6 рядовых убитыми, 1 капитан, 3 лейтенанта, 5 сержантов и 23 рядовых ранеными. Итого общие потери британской армии он оценивает в 89 убитыми и 448 ранеными

### Оценки
Историк Джон Ферлинг писал, что Вашингтон объяснял поражение отдельными несчастными случаями (unlucky incidents), хотя причиной были его личные просчёты. Имея достаточно времени на изучение местности, он не провёл тщательной рекогносцировки. Он уверял Салливана, что противник не сможет перейти Брендивайн на правом фланге армии, хотя там имелось несколько переправ. Даже во время боя, когда Вашингтон отправился на правый фланг армии, он не знал дороги и вынужден был искать проводника. Из-за просчётов разведки он едва не приказал атаковать корпус Книпхаузена, что могло бы привести к разгрому его армии. Однако, продолжает Ферлинг, даже если бы Вашингтон всё сделал правильно, у него не было шанса разбить или остановить Хау, на стороне которого было количественное и качественное превосходство.
Джон Маршалл (участник сражения) тоже писал, что если бы разведка сработала грамотно и войска заняли позиции вовремя, то сражение всё равно не могло быть выиграно. Слишком велико было неравенство в численности, дисциплине и качестве оружия. Но и избегать сражения было нельзя. Сражения требовало и общественное мнение и Конгресс. Сдача Филадельфии без боя могла породить серьёзный кризис, а сражение, проигранное с небольшими потерями, помогло выявить возможности офицеров Континентальной армии.
Дуглас Фриман обратил внимание на странное невнимание Вашингтона к разведке. Вашингтон, по его словам, в тот день управлял армией как бы в оцепенении (in a daze). Он не изучил местность и по этой причине поверил сообщению Спира, и даже не задал ему уточняющих вопросов. Он всегда стремился к получению полной и точной разведывательной информации, требовал внимательного её анализа, но не смог добиться ни первого ни второго в тот день, когда ценой ошибки была утрата Филадельфии.
По утверждению историка Джеральда Кэрбона, сражение при Брендивайне было самым крупным провалом Вашингтона за всю войну с тактической точки зрения. Он показал себя даже хуже, чем в сражении при Лонг-Айленде, поскольку в тот раз не присутствовал на поле боя изначально и все первоначальные ошибки допустили его подчинённые. Главной его ошибкой стало то, что он принял бой на незнакомой территории. Но и Кэрбон признаёт, что знание местности не помогло бы Континентальной армии. Вашингтона иногда осуждали за нерешительность, за то, что тот не решился атаковать корпус Книпхаузена, но Кэрбон считает такое решение вполне разумным.

### Отражение в культуре

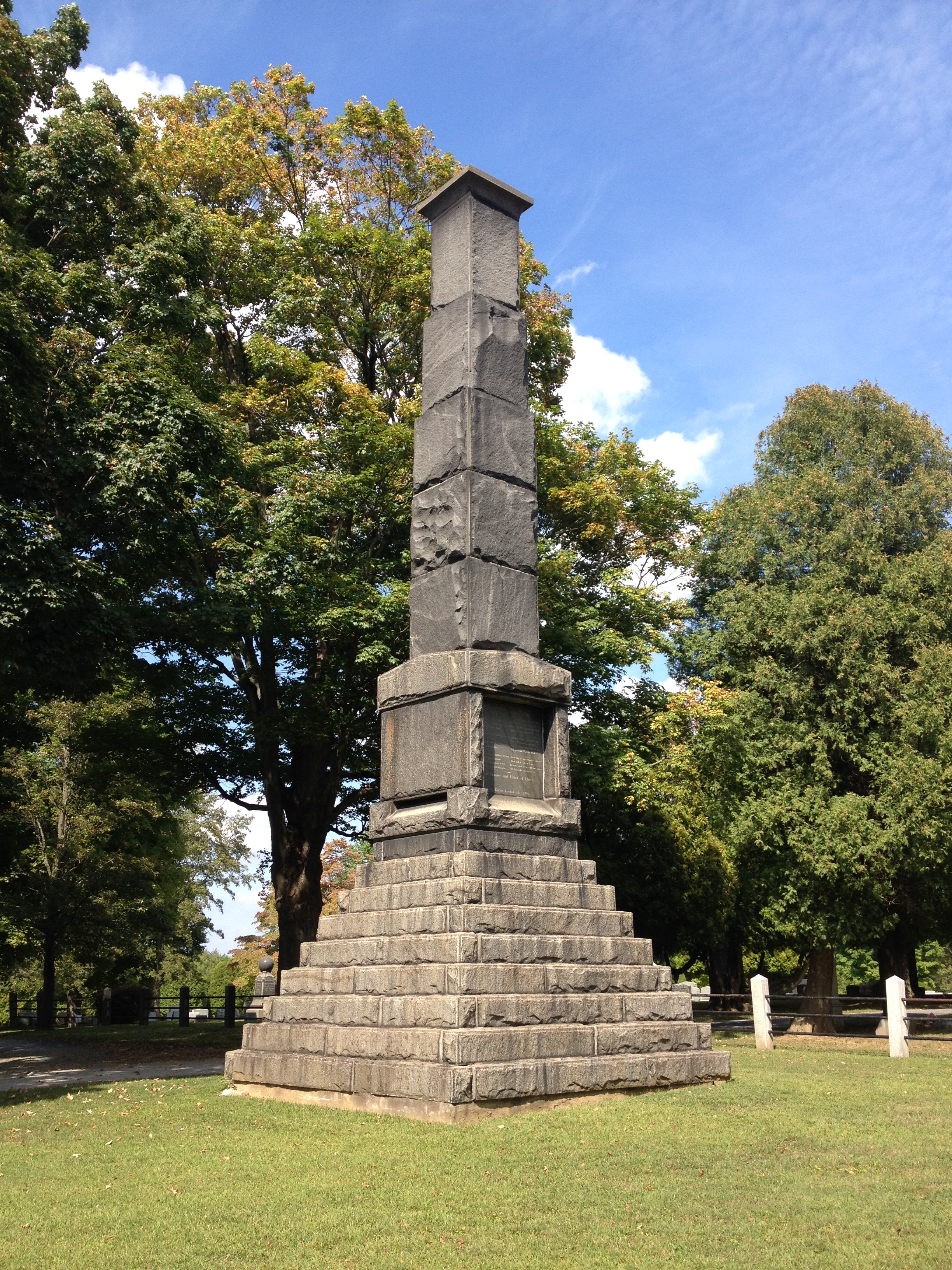
Монумент Лафайету и Пулавскому.

Несколько монументов было возведено на поле боя между 1893 и 1913 годами по инициативе Джона Гина Тейлора, бывшего банкира и биржевого брокера. Помимо прочего, в 1898 году он установил монумент в честь своего деда, полковника Исаака Тейлора, который служил в 7-м Пенсильванском полку. В 1900 году он же установил монумент в честь маркиза Лафайета и Казимира Пулавского. Первоначально предполагалось установить на монументе бронзовую статую Лафайета, но эти планы не осуществились. В 1902 году Тейлор возвёл ещё один монумент, в честь Казимира Пулавского, Даниеля Уэллса и Генри Маккомаса. К моменту своей смерти в 1913 году Тейлор потратил 100 000 долларов на установку памятников.
В 1903 году художник Говард Пайл, находясь в окрестностях переправы Чаддс-Форд, создал одну из самых известных своих картин, «The Nation Makers», на которых изобразил солдат Континентальной армии при Брендивайне. Он считал её одной из лучших своих работ, и выставлял её в Нью-Йорке, Чикаго и Детройте.
Впоследствии по инициативе различных активистов были взяты под охрану 52 акра земли около Чаддс-Форд, которые в 1949 году получили официальный статус парка, а 20 января 1961 года им был присвоен официальный статус Национального исторического памятника под названием «Brandywine Battlefield Park».

### Статьи
- Fyers, Evan W. H. GENERAL SIR WILLIAM HOWE'S OPERATIONS IN PENNSYLVANIA, 1777. The Battle on the Brandywine Creek—11 September—and the Action at Germantown—4 October (англ.) // Journal of the Society for Army Historical Research. — Society for Army Historical Research, 1929. — Vol. 8, iss. 34. — P. 228—241.
- Spiller, Robert E. Fenimore Cooper: Critic of His Times: New Letters from Rome and Paris, 1830-31 (англ.) // American Literature. — Duke University Press, 1929. — Vol. 1, iss. 2. — P. 131—148. — doi:10.2307/2919903.
- Sullivan, Thomas. Before and after the Battle of Brandy-Wine. Extracts from the Journal of Sergeant Thomas Sullivan of H.M. Forty-Ninth Regiment of Foot (англ.) // The Pennsylvania Magazine of History and Biography. — University of Pennsylvania Press, 1907. — Vol. 31, iss. 4. — P. 406—418.
- Wood, W.J. Henry. Battles of the Revolutionary War. — New York: Da Capo Press, 1995. — 372 p. — ISBN 0-306-81329-7.